# 四塩化ポロニウム
四塩化ポロニウム(Polonium tetrachlorideまたはpolonium(IV) chloride)は、化学式PoCl4の化合物である。室温では、吸湿性のある明るい黄色の結晶性固体である。四塩化セレンや四塩化テルルと同様、200℃を超えると、二塩化ポロニウムと塩素に分解しやすい。

## 構造
単斜晶系または三斜晶系を取る。

## 外観
室温では、明るい黄色である。融点（300℃）ではストロー色になり、沸点（390℃）ではスカーレットになる。蒸気は、500℃まで紫がかった茶色で、500℃を超えると青緑色に変わる。

## 合成
以下の方法で合成できる。
- 乾燥塩化水素、気体状の塩化チオニル、五塩化リン等による二塩化ポロニウムのハロゲン化[1]
- 塩酸への金属ポロニウムの溶解
- 四塩化炭素蒸気中で二酸化ポロニウムを200℃に加熱
- 金属ポロニウムと乾燥塩素気体を200℃で反応

## 化学
2モルのリン酸トリブチルと錯体を形成する。
四塩化セレンや四塩化テルルと同様、PoCl−
5及びPoCl2−
6ハロゲン錯体を形成する。